# Adrijana Mori
Adrijana Mori  (* 17. August 2000 in Ožbalt) ist eine slowenische Fußballspielerin und A-Nationalspielerin.

## Karriere

### Vereine
Mori startete ihre Karriere bei Športnega Društva Ožbalt. Anschließend spielte sie in der Jugend für ŠD Radlje ob Dravi, den ŽNK Slovenj Gradec und ŽNK Radlje ob Dravi. In der Saison 2015/16 ging sie zum ŽNK Koroška, der im Februar 2016 mit KNK Fužinar zu ŽNK Fužinar fusionierte. Mori feierte ein halbes Jahr nach der Fusion für ŽNK Fužinar ihr Senioren-Debüt am 1. Spieltag der slowenischen Liga gegen ŽNK Velesovo. Nach ihrem Debüt für ŽNK Fužinar wechselte sie innerhalb der Liga mit Start der Saison 2017/18 zu ŽNK Olimpija Ljubljana und am 14. Februar 2019 zu ŽNK Moje-lece.si Radomlje.
Am 23. April 2019 unterschrieb Mori in Deutschland beim Bundesligisten 1. FFC Turbine Potsdam für die Saison 2019/20. Zur Saison 2020/21 wechselte Mori auf Leihbasis zum FC Carl Zeiss Jena, nachdem sie in Potsdam nur zu 4 Bundesligaspielen in 2 Spielzeiten gekommen war. Nach 9 Spielen ohne Tor-Erfolg kehrte Mori im Winter vom FC Carl Zeiss Jena zu Potsdam zurück, wurde aber für die Rückrunde in ihre slowenische Heimat, zum ŽNK Olimpija Ljubljana verliehen. Seit Juli 2022 steht sie wieder beim 1. FFC Turbine Potsdam unter Vertrag.

### Nationalmannschaft
Am 25. Mai 2017 wurde Mori das erste Mal für die WM-Qualifikation gegen die Nationalmannschaft Albaniens in die A-Nationalmannschaft berufen, feierte ihr Debüt jedoch erst bei einer 0:6-Niederlage gegen die Nationalmannschaft Deutschlands. Im Mai 2019 erreichte sie mit der Nationalmannschaft das Finale im Turnier um den Kroatien Cup, verlor jedoch gegen die Nationalmannschaft der Ukraine.

## Erfolge
- Istrien-Cup-Sieger 2019

## Sonstiges
Mori besuchte gemeinsam mit Sara Agrež das Gimnazija Šiška in Ljubljana und machte dort ihre Matura im Sommer 2019.